# Mount-Imlay-Nationalpark
Der Mount-Imlay-Nationalpark ist ein Nationalpark im äußersten Südosten des australischen Bundesstaates New South Wales, 387 Kilometer südlich von Sydney. Er wurde nach den Gebrüdern Imlay, frühen Pionieren in der Gegend, benannt. Die Zufahrt ist von Osten über eine Stichstraße vom Princes Highway südlich von Eden.
Der Park ist hauptsächlich mit Eukalyptuswald bewachsen. Die wichtigsten Arten sind der Imlay Mallee und der Imlay Boronia (Boronia imlayensis). Sie wachsen in den gipfelnahen Regionen des Mount Imlay. Es gibt aber auch zwei Hektar kühl-gemäßigten Regenwaldes, der in einem waldbrandgeschützten, engen Tal überlebt hat. Er besteht hauptsächlich aus Black-Olive-Berry-Bäumen (Elaeocarpus holopetalus).

## Bilder

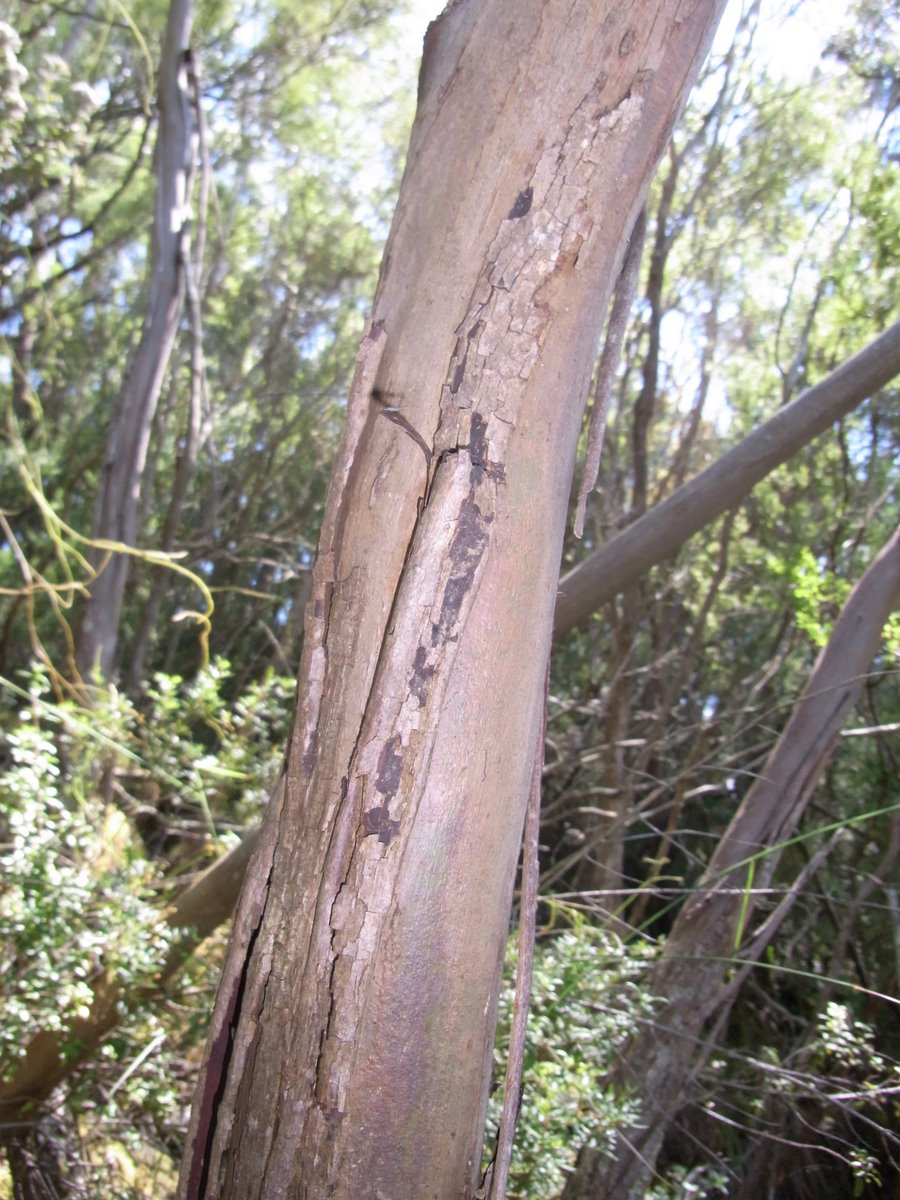
Der stark vom Aussterben bedrohte Imlay Mallee
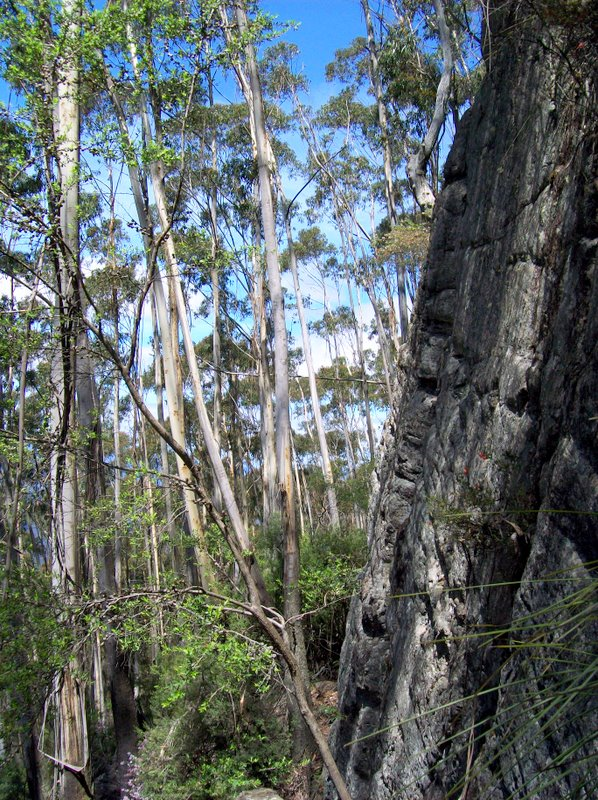
White Ash (Eucalyptus fraxinoides) und Sandsteinfelsen unterhalb des Mount Imlay
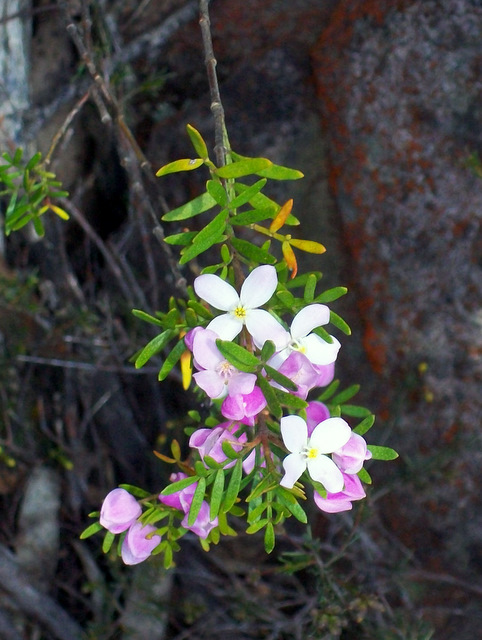
Die seltene Imlay Boronia (Boronia imlayensis) in der Gipfelregion des Mount Imlay
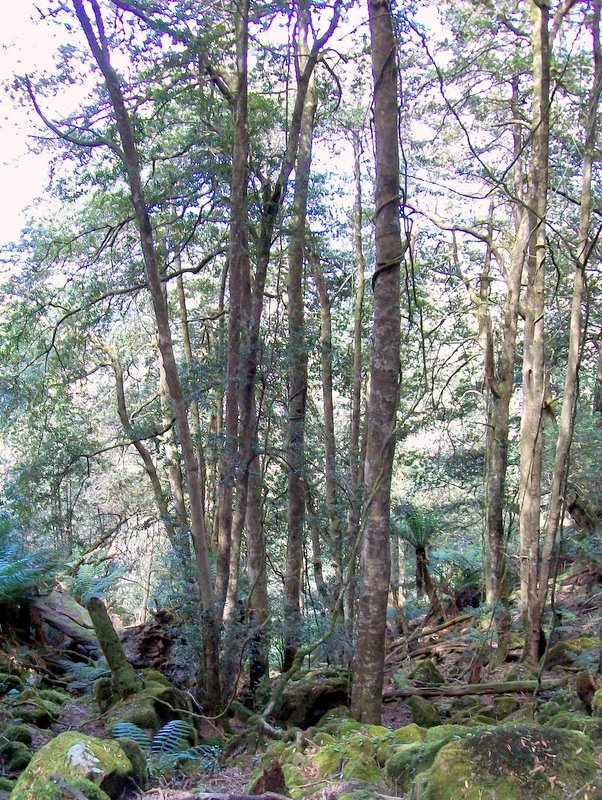
Regenwald mit Black-Olive-Berry-Bäumen (Elaeocarpus holopetalus) in einem Canon am Mount Imlay